# مایسنباخ بای بیرکفلد
مایسنباخ بای بیرکفلد (به آلمانی: Miesenbach bei Birkfeld) یک منطقهٔ مسکونی در اتریش است که در وایتس واقع شده‌است. مایسنباخ بای بیرکفلد ۱۴٫۶۲ کیلومتر مربع مساحت دارد ۸۲۷ متر بالاتر از سطح دریا واقع شده‌است.